# 無産者新聞

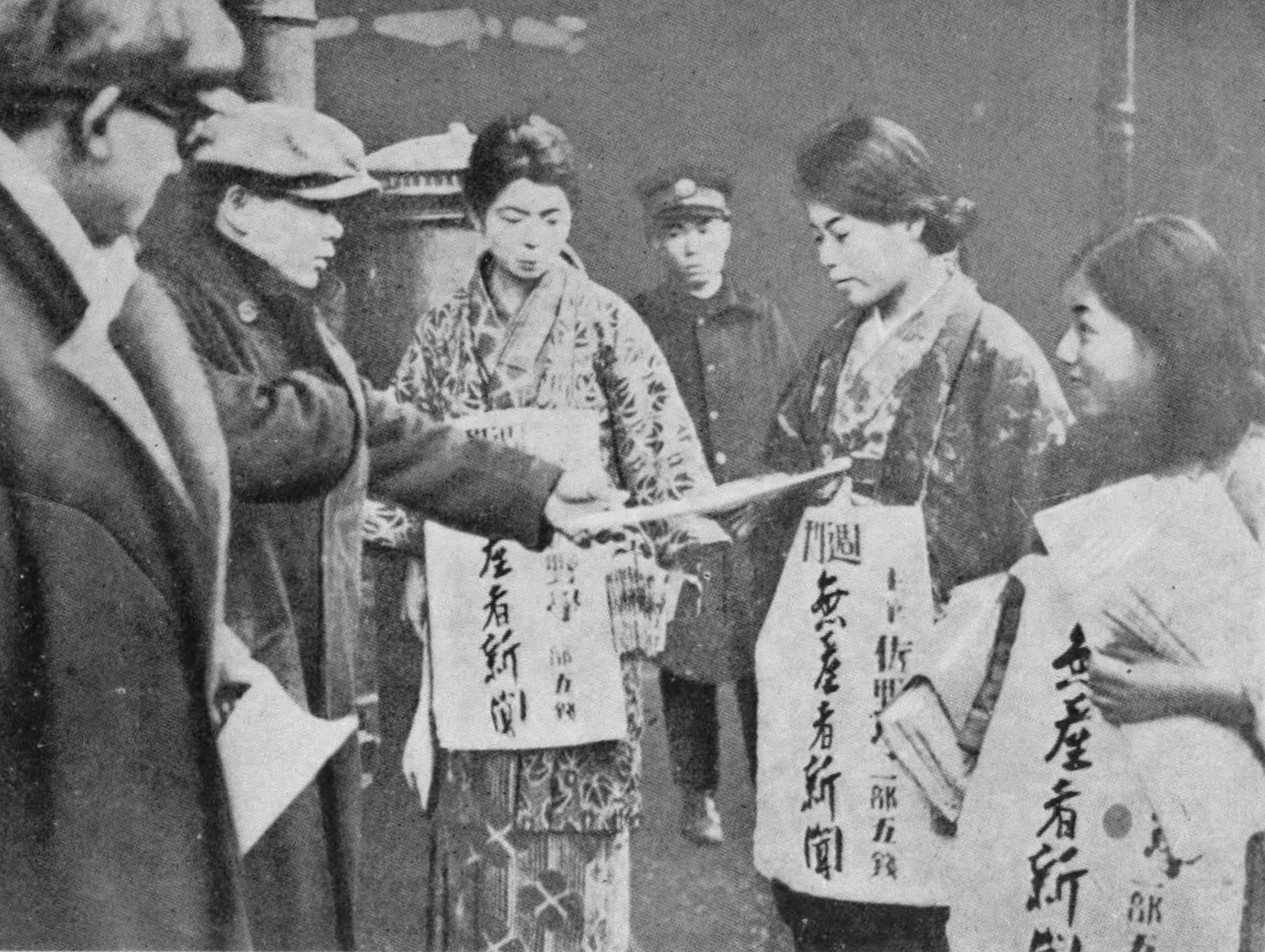
無産者新聞の立ち売り（1926年）

無産者新聞（むさんしゃしんぶん）は、1920年代から1930年代前半にかけて発行されていた日本の政治新聞。『赤旗』（せっき）が発行されるまでの、労働者階級の立場に立った唯一の新聞だったとされる。

## 概要
1925年（大正14年）9月26日創刊。表向きは「無産者新聞社」を発行元とする合法機関紙であったが、実際の発行元は日本共産党の再建ビューローだった。主筆にはソビエト連邦から帰国した直後の佐野学が就任した。
当初は半月刊で、旬刊、週刊、週5日の発行に変化した。労働者農民党の門戸開放や中国への不干渉を主張したが、1929年（昭和4年）8月に発禁処分を受け、238号で廃刊。
1930年（昭和5年）の三・一五事件では、無産新聞記者の肩書で佐野学、門屋博、是枝恭二、水野秀夫、北浦千太郎らが逮捕、起訴されている。
その後は『第二無産者新聞』として続刊され、1932年（昭和7年）、96号をもって『赤旗』に吸収された。